# Svjetionik Rt Prestenice
Svjetionik Rt Prestenice je svjetionik na istočnoj strana Velih vrata, na ulazu u Riječki zaljev, na sjeverozapadnoj strani otoka Cresa. Najbliža naselja su mjesta Porozina i Filozići na Cresu.

## Vanjske poveznice
|  | Zajednički poslužitelj ima još gradiva o temi Svjetionik Rt Prestenice |